# Huger
Huger es un área no incorporada ubicada del Condado de Berkeley en el estado estadounidense de Carolina del Sur. Es parte de la Charleston-Norte Charleston-Summerville Área Estadística Metropolitana..